# Arseen(III)oxide
Arseen(III)oxide, ook wel rattenkruit genoemd, is een oxide van arseen, met als brutoformule As2O3. De stof komt voor als een toxisch, wit, kristallijn poeder, dat redelijk goed oplosbaar is in water.

## Toepassingen
Arseen(III)oxide gold lang als een ideaal vergif, deel van het beruchte gif Aqua Tofana, omdat het vrijwel niet aan te tonen was, niet vies smaakte en de verschijnselen niet meteen aan vergiftiging deden denken. Er werd vroeger beweerd dat Napoleon hiermee vergiftigd was (inmiddels is duidelijk dat alle mensen uit de tijd van Napoleon blootstonden aan hoge doses arseen en zijn verbindingen). Sinds de ontdekking van de marshtest is een vergiftiging met arseen(III)oxide eenvoudig op te sporen; zelfs na lange tijd blijft het arseen nog aantoonbaar.
Tegenwoordig is het door middel van massaspectrometrie een van de eenvoudigst op te sporen vergiften, als men maar aan de mogelijkheid van vergiftiging denkt; arseen is immers een chemisch element en kan niet vergaan of verdwijnen.
Arseen(III)oxide wordt ook gebruikt als oertiterstof om kaliumpermanganaat te stellen.